# 台灣網路資訊中心
財團法人台灣網路資訊中心（Taiwan Network Information Center），簡稱台網中心、TWNIC，是隸屬中華民國數位發展部的「國家級網路資訊中心（National Network Information Center）」，1999年12月29日由交通部電信總局與中華民國電腦學會共同捐助成立，掌管台灣“.tw”網域名稱、域名解析、IP地址發放管理，也會在每一季公佈《台灣網際網路發展報告》。原隸屬於中華民國國家通訊傳播委員會，自2022年起為因應行政院組織改造，改隸數位發展部。

## 歷史
1996年11月，運作委員會成立。
1999年8月16日，交通部電信總局「電信公八八字第505188-0號函」，請TWNIC辦理財團法人籌備及登記事宜。1999年11月29日，交通部核准成立TWNIC。1999年12月29日，TWNIC完成財團法人登記，正式成立，主管機關為交通部。2000年3月6日，TWNIC臺北市中正區羅斯福路辦公室啟用。
2001年3月1日，TWNIC停止受理網域名稱申請及更改網域名稱之服務，申請者需向TWNIC授權之受理註冊機構辦理。2001年3月9日，TWNIC認可資訊工業策進會科技法律中心與台北律師公會為網域名稱爭議處理機構。
2009年12月3日，第10屆金手指網路獎頒獎典禮，是TWNIC首度參與贊助金手指網路獎。
2010年1月，台灣電腦網路危機處理暨協調中心（TWCERT/CC）由TWNIC接手運作。2014年8月，TWCERT/CC由國家中山科學研究院接手運作。
2017年9月22日，行政院「院臺科字第1060028535A號函」規定，TWNIC主管機關改為國家通訊傳播委員會。2017年10月13日，TWNIC召開第6屆董事會第8次會議，決議主管機關變更為國家通訊傳播委員會。2017年12月22日，TWNIC完成主管機關變更登記，主管機關變更為國家通訊傳播委員會。
2019年1月，TWNIC自國家中山科學研究院接手運作TWCERT/CC。
2019年10月14日，TWNIC搬遷到台北市松山區八德路四段123號3樓（鴻運大樓）。
2022年8月27日，數位發展部成立，TWNIC主管機關變更為數位發展部。

## 受理註冊機構
(依取得順序排列)
- 協志聯合科技
- 亞太電信
- 中華電信
- 網路中文
- 網路家庭
- 新世紀資通
- 台灣固網
- Neustar
- 崴勝網路服務
- IP Mirror
- 中華國際通訊
- Gandi SAS
- 捕夢網數位科技
- 海域網
- Key-Systems
- Cloudmax 匯智資訊股份有限公司

## 組織結構
- 董事會
- 董事長
- 執行長
- 副執行長

### 業務單位
- 網域名稱委員會
- IP位址及網路協定委員會
- 國際事務委員會
- 網路安全委員會
- 其他委員會

### 內部單位
- 網域名稱服務組
- 網址及協定服務組
- 國際事務暨公共關係服務組
- 技術組
- 行政組

## 外部連結
- 台灣網路資訊中心 （页面存档备份，存于）
- 域名之友的Facebook專頁
- IP / DNS 論壇的Facebook專頁